# Quasi-Newton-Verfahren
Quasi-Newton-Verfahren sind eine Klasse von numerischen Verfahren zur Lösung nichtlinearer Minimierungsprobleme. Die Verfahren basieren auf dem Newton-Verfahren, berechnen die Inverse der Hesse-Matrix jedoch nicht direkt, sondern nähern sie lediglich an, um den Rechenaufwand pro Iteration zu verkleinern.
Der erste Algorithmus wurde Mitte der 1950er Jahre von William Davidon, einem Physiker am Argonne National Laboratory, entwickelt. Die bekanntesten Algorithmen sind Broyden-Fletcher-Goldfarb-Shanno (BFGS), benannt nach Roger Fletcher, Donald Goldfarb, David F. Shanno, Charles George Broyden, und Davidon-Fletcher-Powell (DFP) (nach Fletcher, Davidon und Michael J. D. Powell).

## Grundlegender Algorithmus
Eine zweifach differenzierbare Funktion {\displaystyle f\colon \mathbb {R} ^{n}\rightarrow \mathbb {R} } wird mit einer Taylor-Entwicklung an der Stelle {\displaystyle x_{k}} bis zum zweiten Grad angenähert.
{\displaystyle f(x)\approx q(x)=f(x_{k})+(x-x_{k})^{T}\nabla f(x_{k})+{1 \over 2}(x-x_{k})^{T}H(x_{k})(x-x_{k})}
Die Ableitung der Funktion {\displaystyle q} muss für ein Minimum null ergeben. Daraus folgt:
{\displaystyle \nabla q(x)=\nabla f(x_{k})+H(x_{k})(x-x_{k})=0.}
Falls die Hesse-Matrix {\displaystyle H(x_{k})} positiv definit ist, so handelt es sich bei besagter Nullstelle der Ableitung von {\displaystyle q} tatsächlich um ein Minimum von {\displaystyle q} und dieses lässt sich mit dem Newton-Verfahren iterativ annähern:
{\displaystyle x_{k+1}=x_{k}-H^{-1}(x_{k})\nabla f(x_{k}).}
Problematisch ist hier, dass die Inverse der Hesse-Matrix berechnet und diese positiv definit sein muss. Das Quasi-Newton-Verfahren ersetzt {\displaystyle H^{-1}(x_{k})} durch einen Skalar {\displaystyle \alpha _{k}} und eine Matrix {\displaystyle M_{k}}
{\displaystyle x_{k+1}=x_{k}-\alpha _{k}M_{k}\nabla f(x_{k}).}
Die Ableitungs-Gleichung von oben ergibt umgeformt für {\displaystyle x_{k}} und {\displaystyle x_{k+1}}
{\displaystyle \nabla f(x_{k})=-H(x_{k})(x-x_{k})}
{\displaystyle \nabla f(x_{k+1})=-H(x_{k+1})(x-x_{k+1}).}
Daraus lässt sich ein Differenzterm {\displaystyle \Delta g_{k}} definieren:
{\displaystyle \Delta g_{k}=\nabla f(x_{k+1})-\nabla f(x_{k})}
{\displaystyle \Delta g_{k}=-H(x_{k+1})(x-x_{k+1})+H(x_{k})(x-x_{k}).}
Man nimmt nun an, dass die Hesse-Matrix für {\displaystyle x_{k}} und {\displaystyle x_{k+1}} in etwa gleich sind, also {\displaystyle H(x_{k})\approx H(x_{k+1})} und folgert daraus:
{\displaystyle \Delta g_{k}\approx -H(x_{k+1})(x_{k}-x_{k+1})}
{\displaystyle M_{k+1}\Delta g_{k}=x_{k+1}-x_{k}.}
Für {\displaystyle M_{k+1}} wählt man einen Korrekturterm der Form {\displaystyle cZZ^{T}}:
{\displaystyle M_{k+1}=M_{k}+cZZ^{T}}
{\displaystyle M_{k+1}\Delta g_{k}=M_{k}\Delta g_{k}+cZZ^{T}\Delta g_{k}=x_{k+1}-x_{k}=\Delta x_{k}.}
Die Gleichung lässt sich umstellen, so dass
{\displaystyle cZ={{\Delta x_{k}-M_{k}\Delta g_{k}} \over {Z^{T}\Delta g_{k}}}.}
Somit gilt
{\displaystyle Z=\Delta x_{k}-M_{k}\Delta g_{k}}
{\displaystyle c={{1} \over {Z^{T}\Delta g_{k}}}.}
So lässt sich die Matrix {\displaystyle M_{k+1}} eindeutig bestimmen, jedoch ist diese mit nur einem Korrekturterm nicht immer positiv definit.

## Davidon-Fletcher-Powell (DFP)
Die Matrix {\displaystyle M_{k+1}} wird mit der Matrix {\displaystyle M_{k}} und zwei Korrekturtermen approximiert:
{\displaystyle {\begin{aligned}M_{k+1}&=M_{k}+c_{1}Z_{1}Z_{1}^{T}+c_{2}Z_{2}Z_{2}^{T}\\M_{k+1}&=M_{k}+{{\Delta x_{k}\Delta x_{k}^{T}} \over {\Delta x_{k}^{T}\Delta g_{k}}}-{{M_{k}\Delta g_{k}\Delta g_{k}^{T}M_{k}} \over {\Delta g_{k}^{T}M_{k}\Delta g_{k}}}\end{aligned}}}

### Eigenschaften
Falls {\displaystyle f} eine quadratische Funktion ist, liefert der Algorithmus bei exakter Arithmetik nach einer endlichen Anzahl an Iterationen die exakte Lösung. Für alle anderen Funktionen gilt
{\displaystyle f(x_{k+1})<f(x_{k}).}
Bei einer quadratischen Funktion mit {\displaystyle N} Parametern wird idealerweise sogar in {\displaystyle N} Schritten die Lösung erreicht. In der Praxis benötigt man etwas mehr Iterationen, z. B. wenn die lineare Schrittweitensuche nicht genau genug durchgeführt wird oder die Gradienten nicht genau genug ermittelt werden. Meist stoppt man die Optimierung, wenn z. B. der Gradient sehr klein ist oder eine bestimmte Anzahl von Iterationen erreicht wird.

## Reguläre Quasi-Newton-Verfahren
Der Versuch eine Übersicht über die verschiedenen Ansätze der Quasi Newtion Verfahren zu verfassen, wurde 1985 in dem Artikel "Reguläre Quasi-Newton-Verfahren" gemacht. Hier konnte eine umfassende Klasse dieser Verfahren, eine Darstellung aller Rang 1 - Formeln der sogenannten symmetrischen, novellierten Huang-Klasse entwickelt werden, die die bekannten Verfahren wie das Davidon-Fletcher-Powell (DFP), das Broyden-Fletcher-Goldfarb-Shanno (BFGS) und Self-Scaling-Variable-Metric (SSVM) Verfahren beinhaltet. Auch sind dort Vorschläge für eine weitere Optimierung des Lösungsverhaltens von Quasi-Newton-Verfahren gegeben. Dabei wurde folgende Klasse von regulären (d. h. wegen besonderer Eigenschaften bevorzugt zu benutzender) Quasi-Newton-Aufdatierungsformeln konstruiert:
{\displaystyle H_{i+1}:=B(H_{i},p_{i},q_{i},\theta _{i},r_{i},\rho _{i})}
mit
{\displaystyle B(H,p,q,\theta ,r,\rho )=rH+{{\rho \sigma +r\tau \theta } \over \sigma ^{2}}pp^{T}+r{{(\theta -1)} \over \tau }Hqq^{T}H-{{r\theta } \over \sigma }(pq^{T}H+Hqp^{T});}
{\displaystyle H\in \mathbb {R} ^{nxn}} positiv definit;  {\displaystyle p,q\in \mathbb {R} ^{n};\epsilon =p^{T}H^{-1}p;}
{\displaystyle \sigma =p^{T}q;\tau =q^{T}Hq;\theta ,r,\rho \in \mathbb {R} ;r>0;\rho \sigma >0;}
{\displaystyle \theta [\epsilon \tau -\sigma ^{2}]>-\sigma ^{2};r\tau [\rho \sigma +\theta (r\tau -\rho \sigma )]\geq 0}.
Für genäherte, hinreichend exakte Strahlminimierung, positiv definites {\displaystyle H_{0}\in \mathbb {R} ^{nxn}} und beliebiges {\displaystyle x_{0}\in \mathbb {R} ^{n}} gilt für diese regulären Verfahren, die aus der obigen Formel entstehen:
1) Die Verfahren sind Quasi-Newton-Verfahren.
2) Die Matrizen {\displaystyle H_{i}} sind für alle Iterationen positiv definit.  Damit gilt
{\displaystyle f(x_{i+1})<f(x_{i})} für alle Iterationen.
3) Für alle Iterationen {\displaystyle i\geq 0} erhalten wir Lösungen des Minimierungsproblems.
Für exakte Strahlminimierung und quadratische Zielfunktion bricht zudem jedes dieser Verfahren nach höchstens n Iterationsschritten im Minimalpunkt ab. Insbesondere besitzen also die regulären Quasi - Newton -Verfahren die guten Eigenschaften sowohl der erweiterten Greenstadt-Klasse als auch der symmetrischen, erweiterten Huang-Klasse bzgl. Konvergenz und Stabilität.
Es kann vermutet werden, dass alle besonders leistungsfähigen Quasi-Newton-Verfahren regulär sind.